# 圖魯埃帕諾國家公園
圖魯埃帕諾國家公園是委內瑞拉的國家公園，位於該國北部，由蘇克雷州負責管轄，面積600平方公里，始建於1992年6月17日，該地區有很多紅樹林、小溪和運河。

## 外部連結
- Inparques: Turuépano